# Mater Ter Admirabilis

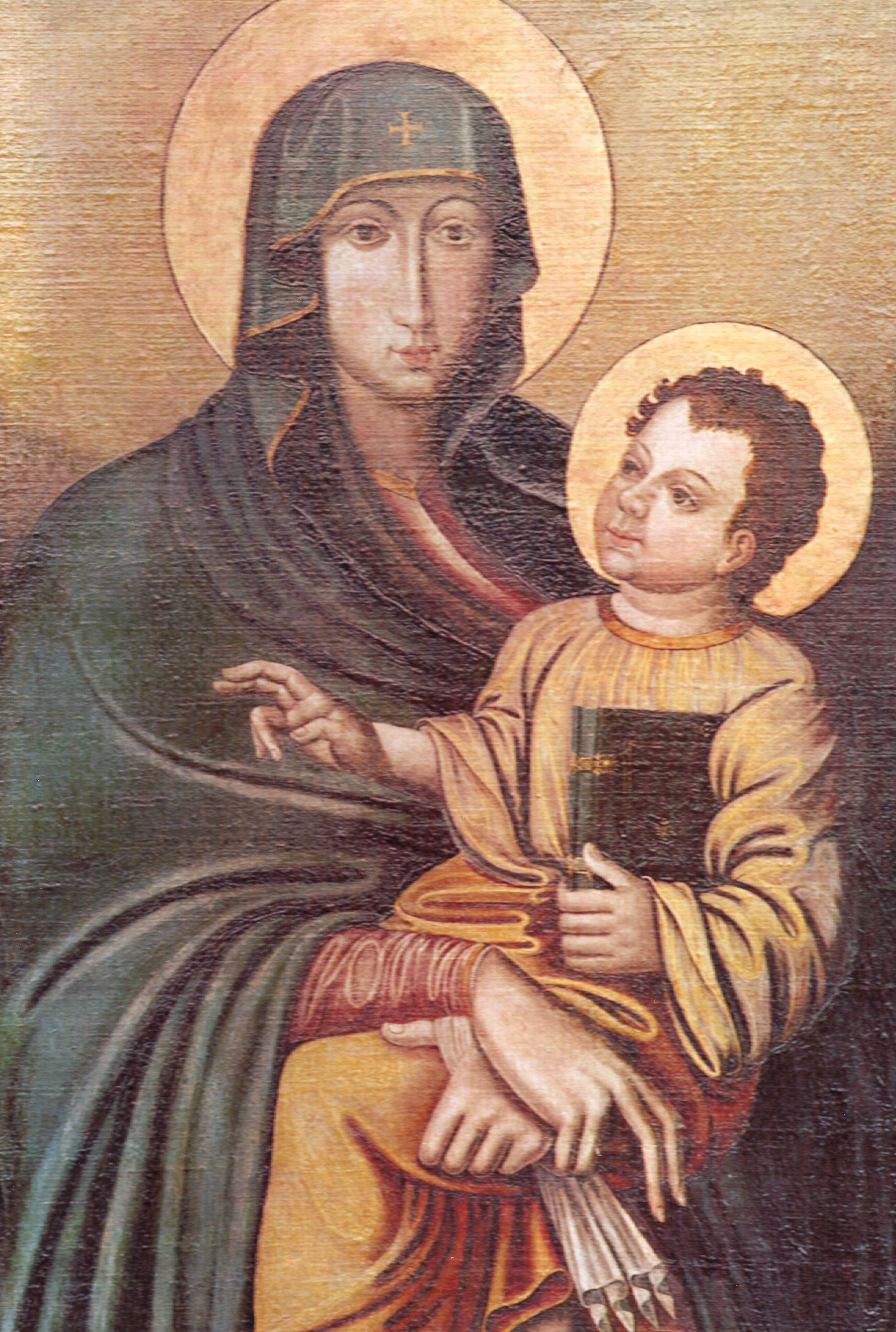
Una copia del icono de María "Salus Populi Romani" en la Capilla Paolina en la Basílica de Santa María la Mayor, en Roma. El ejemplar fue un regalo del general jesuita, Francisco de Borja, al Colegio jesuita de Ingolstadt.

Mater Ter Admirabilis, literalmente "Madre Tres Veces Admirable", es una antigua invocación latina de las letanías de la Santísima Madre de Dios. Fue utilizada por primera vez por el padre jesuita Jakob Rem, jefe de la Congregación de la Madre de Dios, a Ingolstadt, Baviera el 5 de abril de 1604. La Letanía más comúnmente utilizada en la actualidad, la Letanía de Loreto, utiliza la invocación Mater admirabilis, que significa "Madre admirable".
El 4 de abril de 1604, el Colloquium marianum de la Compañía de Jesús en Ingolstadt estaba rezando las letanías de la Santísima Madre de Dios. Al llegar a la oración: "Madre admirable, ruega por nosotros" Rem pidió que se repitiera una y una otra vez la oración. Desde entonces, el Colloquium marianum y algunas cofradías utilizaban la oración triple. Mater Ter Admirablilis sigue siendo utilizada como parte de las oraciones de hermandad en todo el mundo. Desde 1915, Mater Ter Admirablilis es una parte de la oración mariana del movimiento de Schönstatt. Mater Ter Admirabilis es también un altar en mariano en la Catedral de Ingolstadt, donde la sociedad del Colloqium se reunía cada día para la Santa Misa, nunca se aclaró si la oración triple se refería a la Santísima Trinidad, a la virginidad triple de la Madre de Dios (antes, durante y después del nacimiento), o, a la Madre de Dios, Madre del Redentor y Madre de los redimidos.